# Chitkan
Chitkan é uma cidade do Paquistão localizada no distrito de Panjgur, província de Baluchistão.

## Demografia
- Homens: 10 179
- Mulheres: 9 637

(censo 1998)